# Гамбийско-португальские отношения
Гамбийско-португальские отношения — двусторонние дипломатические отношения между Гамбией и Португалией. Отношения были установлены 8 сентября 1976 года.

## История отношений
Отношения между странами были установлены 8 сентября 1976 года.
13 мая 2021 года министр иностранных дел Гамбии Мамаду Тангара прибыл в Лиссабон к министру иностранных дел Португалии Аугусту Сантуш Силва.

## Торговля

### Экспорт Италии в Гамбию
В 2021 году Италия экспортировала в Гамбию 17 миллионов долларов. Основные продукты экспорта в Гамбию: очищенная нефть (7,67 миллиона долларов), сельскохозяйственное оборудование (917 тысяч долларов) и солодовый экстракт (820 тысяч долларов). За последние 26 лет экспорт Италии в Гамбию увеличился в годовом исчислении на 1,8%, с $10,7 млн в 1995 году до $17 млн в 2021 году.

### Экспорт Гамбии в Италию
В 2021 году Гамбия экспортировала в Италию 3,4 миллиона долларов. Основные продукты экспорта в Италию: обработанные ракообразные (2,54 миллиона долларов), моллюски (572 тысячи долларов) и драгоценные камни (120 тысяч долларов). За последние 26 лет экспорт Гамбии в Италию увеличился в годовом исчислении на 3,43%, с $1,41 млн в 1995 году до $3,4 млн в 2021 году.

## Дипломатические миссии
- У Гамбии есть консульство в Лиссабоне[4]
- У Португалии есть консульство в Банжуле[5]